# Classe Admirable
La classe Admirable était la plus grande et l'une des classes les plus réussies des classes de dragueurs de mines de l'United States Navy. Ordonnée pendant la Seconde Guerre mondiale elle fut notamment active lors de celle-ci et durant la guerre de Corée. Leur travail y fut essentiel à la sécurité et le succès des opérations navales américaines. Certains de ces dragueurs ont également été utilisés comme navires de patrouille et escorteurs de convois.

## Conception
La classe PCE-842 (en) de patrouilleurs en est dérivée. La marine des Philippines en employant jusqu'au 10 décembre 2021.

## Histoire
Après la guerre, beaucoup de navires ont été transférés dans différentes marines Marine de la république de Chine (14 unités), Marine de la république de Corée(1), république du Viêt Nam (5), Marine de guerre dominicaine (3), Marine mexicaine, Forces armées birmanes (1), Marine philippine (4)...
- L'USS Hazard est au musée maritime de Omaha (Nebraska).
- L'USS Inaugural (AM-242) (en) est au musée naval de Saint-Louis.

### Autres opérateurs
- US Navy
- Marine soviétique
- Marine de la république de Chine
- Marine de guerre dominicaine
- Marine de la république de Corée
- Marine mexicaine
- Marine birmane
- Marine philippine
- Marine populaire vietnamienne
- US Navy
- Marine soviétique